# Villa Hernandarias
Pour les articles homonymes, voir Villa Fontana.
Villa Hernandarias est une localité rurale argentine située dans le département de Paraná et dans la province d'Entre Ríos.

## Histoire
Le 28 mai 1872 a été promulguée la loi no 1875, adoptée 8 jours auparavant, par laquelle il a été ordonné de fonder Villa Hernandarias :

« Art. 1. Deux villages seront établis, l'un sur la côte du río Uruguay, près du ruisseau Mocoretá et l'autre sur le rio Paraná, près de l'embouchure du ruisseau Hernandarias, et dans les endroits qui présentent les meilleures conditions topographiques et hygiéniques, le premier étant appelé Villa Libertad et le second Villa Hernandarias.

Art. 2. Une surface de quatre lieues carrées est destinée à la fondation de chaque villa et de son ejido respectif... »

Le 13 mars 1937, elle a été déclarée commune dotée d'un conseil de développement.
Par décret provincial no 2478/2007 MGJEOySP du 24 mai 2007, Villa Hernandarias a été déclarée ville et municipalité de 1re catégorie. Ce décret a été modifié par le décret no 3638/2007 MGJEOySP du 13 juillet 2007 pour prendre le nom de Ciudad de Villa Hernandarias au lieu du nom de Ciudad de Hernandarias qui lui avait été attribué,.